# Rendham
Rendham – wieś i civil parish w Anglii, w Suffolk, w dystrykcie East Suffolk. W 2001 civil parish liczyła 262 mieszkańców. Posiada 10 wymienionych budynków. W wieś znajduje się kościół. Rendham jest wspomniana w Domesday Book (1086) jako Rimdham/Rindram/Rind(e)ham/Rinham.